# Stenopterus creticus
Stenopterus creticus är en skalbaggsart som beskrevs av Gianfranco Sama 1995. Stenopterus creticus ingår i släktet Stenopterus och familjen långhorningar. IUCN kategoriserar arten globalt som starkt hotad. Inga underarter finns listade i Catalogue of Life.